# IC 4950
IC 4950 est une galaxie spirale barrée située dans la constellation du Télescope. Sa vitesse par rapport au fond diffus cosmologique est de 4 225 ± 12 km/s, ce qui correspond à une distance de Hubble de 62,3 ± 4,4 Mpc (∼203 millions d'al). Cette galaxie a été découverte par l'astronome américain DeLisle Stewart en 1901.
La classe de luminosité d'IC 4950 est II-=III.
À ce jour, une dizaine de mesures non basées sur le décalage vers le rouge (redshift) donnent une distance de 53,390 ± 4,293 Mpc (∼174 millions d'al), ce qui est à l'extérieur des valeurs de la distance de Hubble. Notons cependant que c'est avec la valeur moyenne des mesures indépendantes, lorsqu'elles existent, que la base de données NASA/IPAC calcule le diamètre d'une galaxie et qu'en conséquence le diamètre d'IC 4950 pourrait être d'environ 30,6 kpc (∼99 800 al) si on utilisait la distance de Hubble pour le calculer.

## Groupe d'ESO 185-54
Selon A. M. Garcia IC 4950 fait partie du groupe d'ESO 185-54. Ce groupe de galaxies renferme au moins neuf membres. Les autres galaxies sont NGC 6848, NGC 6855, NGC 6862, NGC 6867, IC 4935, IC 4952, IC 4963 et ESO 185-54.